# Paulo Lopes (Fußballspieler)
Paulo Jorge Pedro Lopes (* 29. Juni 1978 in Mirandela) ist ein ehemaliger portugiesischer Fußballtorhüter.

## Karriere

### Verein
Seine Karriere als Torwart begann Paulo Lopes im Jahr 1997 beim portugiesischen Fußballclub Benfica Lissabon. Dort spielte er für den portugiesischen Rekordmeister fünf Jahre, er wurde allerdings zwischendurch an die portugiesischen Fußballclubs Gil Vicente FC (1999/00) und dem FC Barreirense (2000/01) ausgeliehen. Nachdem er Benfica 2001/02 verlassen hatte, spielte er für weitere Vereine wie SC Salgueiros, CF Estrela Amadora, CD Trofense und CD Feirense, bis er zum Saisonbeginn 2012/13 wieder zu Benfica Lissabon zurückkehrte.

## Erfolge
- Aufstieg in die Primeira Liga (2008)
- Portugiesischer Meister: 2016